# فیش‌هوک، آلاسکا
فیش‌هوک (به انگلیسی: Fishhook) شهری در بخش ماتانوسکا-سوسیتنا ایالت آلاسکا است که جمعیت آن در سرشماری سال ۲۰۰۰ میلادی ۲۰۳۰ نفر بوده‌است.